# Big Hole

Big Hole é um povoado localizado em New Brunswick, no Canadá. Está localizado a 5.56km de Sevogle, e em 1871, Big Hole tinha uma população de 50 pessoas.

## Ligações Externas
Big Hole Homepage